# Porotaka florae
Porotaka florae är en spindelart som beskrevs av Forster och Wilton 1973. Porotaka florae ingår i släktet Porotaka och familjen trattspindlar. Inga underarter finns listade i Catalogue of Life.